# André Orléan
André Orléan (23 maggio 1950) è un economista e saggista francese.

## Biografia
Dopo gli studi all'École polytechnique, dove si laureò a 21 anni nel 1971, Orléan è diventato amministratore dell'Institut national de la statistique et des études économiques (INSEE) nel 1974, poi directeur de recherche al Centre national de la recherche scientifique (CNRS) nel 1987.
È stato membro del consiglio scientifico della Commissione di vigilanza sul mercato borsistico (Commission des opérations de bourse, oggi Autorité des marchés financiers). Dal 2006 è directeur d'études alla École des hautes études en sciences sociales (EHESS). Fa parte del comitato direttivo della  Revue des Annales.
Dal 2009 è presidente dell'associazione francese di economia politica (AFEP).
Insieme a Philippe Askenazy, Thomas Coutrot e Henri Sterdidyniac è promotore del "Manifeste d'économistes atterrés: Crise et dettes en Europe : 10 fausses évidences, 22 mesures en débat pour sortir de l'impasse"..
Nel 2012 ha ricevuto il premio Paul Ricoeur per il suo libro “L'Empire de la valeur” pubblicato nel 2011..

## Profilo scientifico
L'ambiente culturale in cui André Orléan si muove è principalmente quello della cosiddetta scuola della regolazione francese: egli condivide con i regolazionisti (in particolare con Michel Aglietta) la consapevolezza che i rapporti sociali non sono legami virtuosi e mutuamente vantaggiosi tra soggetti razionali, ma separazioni, dunque pone l'attenzione sulla trasformazione delle separazioni che caratterizzano le diverse forme istituzionali.
Eppure egli mantiene una sua atipicità rispetto all'approccio regolazionista. I suoi riferimenti principali sono luoghi distanti dall'economia ortodossa e, in alcuni casi, molto discussi anche nell'ambito delle scuole economiche eterodosse: per quanto attiene ai concetti di incertezza e convenzione, egli sviluppa gli spunti presenti nei capitoli della "General Theory" che John Maynard Keynes dedica alle aspettative; per quanto attiene al concetto di mimetismo, il riferimento è costituito da "La violence et le sacre", di René Girard; per quanto riguarda l'autoreferenzialità dei mercati finanziari Orléan sviluppa un'originale lettura delle teorie della finanza comportamentale.
L'analisi della stabilità macroeconomica viene fatta dipendere principalmente dall'emergere di una convenzione sociale: per poter evitare il caos è necessario individuare un concetto di ricchezza che abbia per tutti la stessa validità. In assenza di questo punto fermo, gli uomini si affidano al mimetismo: la razionalità mimetica è tipica di quegli individui che ricercano una forma di ricchezza assoluta. Il comportamento mimetico spinge ogni uomo a volersi impadronire di ciò che l'altro riconosce come prezioso. Dalla teoria del mimetismo di Girard trae forza la tesi che Orléan sostiene in diversi scritti con Michel Aglietta l'imitazione generalizzata converge verso una credenza comune su cui può costituirsi la liquidità assoluta (teorema girardiano fondamentale).
Quindi la stessa moneta – legame sociale primordiale delle società mercantili – è il risultato di un processo cognitivo collettivo. Ne consegue che il desiderio unanime di ricchezza astratta dà potere di negoziazione e precede il valore delle cose. Tutto ciò si fonda sul mimetismo: solo il comportamento mimetico conduce ad individuare una moneta. La moneta sorge allora in quanto espressione dell'essere insieme che caratterizza un gruppo, essa è l'espressione della totalità sociale.
.
Questa è in sintesi la struttura teorica che sorregge la posizione critica assunta da Orléan nei confronti della politica monetaria della Banca Centrale Europea: essa - ha sottolineato più volte Orléan - è condizionata dai governi europei. L'operato del governatore della BCE soprattutto a partire dal 2008 svela una contraddizione che evidenzia come il modello della moneta come variabile neutra - la cosiddetta teoria quantitativa della moneta -non funziona, confermando che la moneta è, in realtà, un rapporto sociale gerarchico..

### Pubblicazioni
- La Violence de la monnaie (1982), con Michel Aglietta, éd. PUF-Presses universitaires de France, 1984
- La Monnaie souveraine, con Michel Aglietta, éd. Odile Jacob, 1998
- Le Pouvoir de la finance, éd. Odile Jacob, 1999
- La Monnaie entre violence et confiance, con Michel Aglietta, éd. Odile Jacob, 2002
- De l'euphorie à la panique : Penser la crise financière, éd. de la Rue d'Ulm, 2009; traduzione italiana Dall'euforia al panico. Pensare la crisi finanziaria e altri saggi, introduzione e cura di Andrea Fumagalli (economista) e Stefano Lucarelli, Verona, ombre corte, 2010 [collegamento interrotto].
- L'Empire de la valeur, Éditions du Seuil, 2011.